# Димитріє Каменович
Димитріє Каменович (серб. Димитрије Каменовић / Dimitrije Kamenović, нар. 16 липня 2000, Пирот) — сербський футболіст, лівий захисник італійського клубу «Лаціо».
На правах оренди грає за швейцарський «Івердон».

## Клубна кар'єра
Народився 16 липня 2000 року в місті Пирот. Вихованець юнацьких команд футбольного клубу «Чукарички». У дорослому футболі дебютував 2018 року виступами за головну команду того ж клубу. Провів три сезони за рідну команду, взявши участь у 50 матчах чемпіонату. 
Влітку 2021 року за 3 мільйони євро перейшов до італійського «Лаціо», де приєднався до молодіжної команди. У другій половині сезону 2021/22 дебютував в іграх головної команди в Серії A.

## Виступи за збірні
2016 року дебютував у складі юнацької збірної Сербії (U-17), загалом на юнацькому рівні взяв участь у 19 іграх, відзначившись одним забитим голом.
З 2019 року залучається до лав молодіжної збірної Сербії.

## Статистика виступів

### Статистика клубних виступів
Станом на 21 травня 2022
| Сезон                 | Команда               | Чемпіонат             | Чемпіонат | Чемпіонат | Національний кубок | Національний кубок | Національний кубок | Континентальні кубки | Континентальні кубки | Континентальні кубки | Інші змагання | Інші змагання | Інші змагання | Усього | Усього |
| Сезон                 | Команда               | Ліга                  | Ігор      | Голів     | Ліга               | Ігор               | Голів              | Ліга                 | Ігор                 | Голів                | Ліга          | Ігор          | Голів         | Ігор   | Голів  |
| --------------------- | --------------------- | --------------------- | --------- | --------- | ------------------ | ------------------ | ------------------ | -------------------- | -------------------- | -------------------- | ------------- | ------------- | ------------- | ------ | ------ |
| 2018–19               | «Чукарички»           | СЛ                    | 3         | 0         | КС                 | 0                  | 0                  | -                    | -                    | -                    | -             | -             | -             | 3      | 0      |
| 2019–20               | «Чукарички»           | СЛ                    | 17        | 0         | КС                 | 4                  | 0                  | ЛЄ                   | 1                    | 0                    | -             | -             | -             | 22     | 0      |
| 2020–21               | «Чукарички»           | СЛ                    | 30        | 2         | КС                 | 2                  | 0                  | -                    | -                    | -                    | -             | -             | -             | 32     | 2      |
| Усього за «Чукарички» | Усього за «Чукарички» | Усього за «Чукарички» | 50        | 2         |                    | 6                  | 0                  |                      | 1                    | 0                    |               | -             | -             | 57     | 2      |
| січ.-черв. 2022       | «Лаціо»               | A                     | 1         | 0         | КІ                 | 0                  | 0                  | ЛЄ                   | 0                    | 0                    | -             | -             | -             | 1      | 0      |
| Усього за кар'єру     | Усього за кар'єру     | Усього за кар'єру     | 51        | 2         |                    | 6                  | 0                  |                      | 1                    | 0                    |               | -             | -             | 58     | 2      |

## Титули і досягнення
- Чемпіон Чехії (1):

«Спарта»: 2022–23